# Cropia

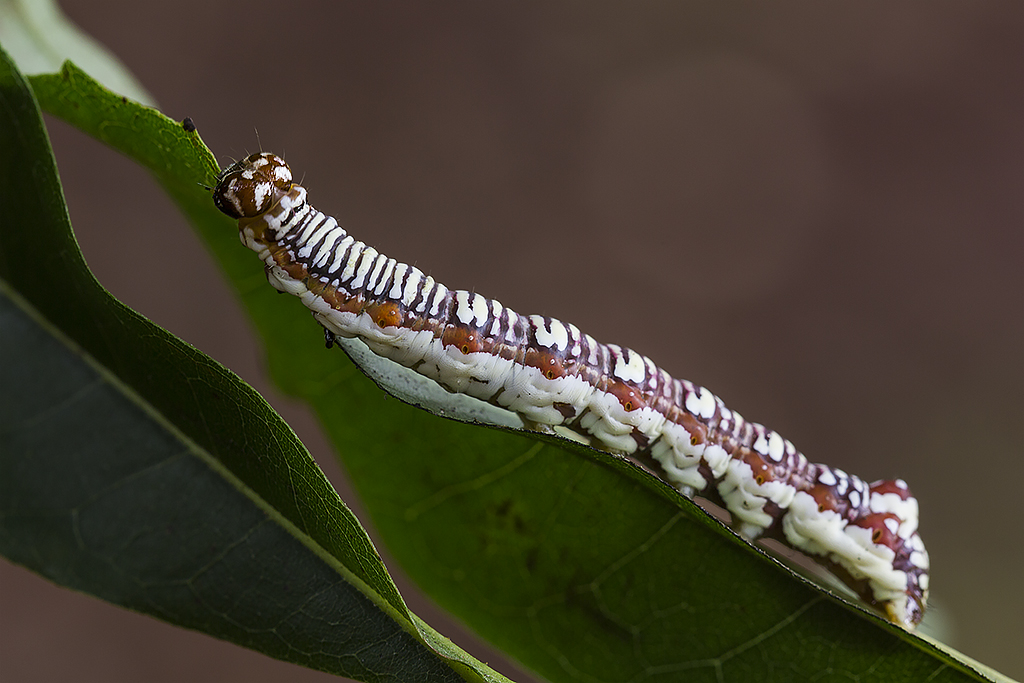
Cropia cedica

Cropia (лат.) — род чешуекрылых, единственный в составе подсемейства Cropiinae из семейства совок (Noctuidae). Неотропика. Более 20 видов.

## Описание
Взрослые бабочки с крупным телом, густо покрытые чешуей, обычно темного цвета, с элементами рисунка, состоящими из черных, коричневых, серых и редких белых чешуек. Голова крупная, шаровидные сложные глаза без межфасеточных волосков. Антенны самца нитевидные до коротко зубчатых или коротко двузубчатых, самки нитевидные. Края передних и задних крыльев неглубоко зубчатые. Передние крылья широкие по отношению к длине с округлой вершиной и торнусом. Орбикулярные и рениформные стигматы, когда различимы, крупные, первые круглые, вторые широко полукруглые проксимально и инвагинированные дистально. Задние крылья с хорошо развитой субтерминальной линией, часто с глазковидным пятном (пятнами) около торнуса. Передние лапки несколько редуцированы; средние и задние лапки с тремя параллельными рядами шипиков; формула голенных шпор 0-2-4. Брюшко удлиненное и сравнительно крепкое, волосистое, со среднедорсальными пучками на базально-медиальных сегментах. Контртимпанальные буллы шаровидные, прилегающие друг к другу, контртимпанальный капюшон выступающий. Для рода и подсемейства Cropiinae характерны следующие признаки: у имаго лабиальный щупик густо покрыт чешуёй с третьим сегментом тонким, стержневидным, наиболее широким в вершине, прямым, часто выступающим над вершиной; тимпанум с узловатым и гофрированным, серповидным склеритом; брюшко имаго с V-образными рычагами, прикрепленными к передним расширениям St1+2; эдеагус слабо склеротизован; гусеница с увеличенным и горбатым восьмым брюшным сегментом и суженным тораксом.

### Гусеницы
Внешне гусеницы похожи на некоторых Amphipyrinae: яркие, блестящие зеленые, с увеличенным, несколько горбатым восьмым брюшным сегментом, но с суженным протораксом (шеей), в результате чего тело наиболее толстое сзади. Головная капсула с отчетливой эпикраниальной выемкой, разделяющей заметно округлые эпикрании. Поза тревоги сходна с таковой у триокнемидиновых амфипиринов: выгнутая назад голова и раздвинутые грудные ноги. При провокации отрыгивает огромное количество темной жидкости. Гусеницы являются специалистами по растениям-хозяевам из семейств бурачниковые, яснотковые или смилаксовые.

## Систематика
Cropia насчитывает более 20 видов, распространённых в основном в Неотропике (два вида простираются на север до Техаса, а еще один — до южной Флориды). Ранее род включали в Amphipyrinae или в неопределённом статусе в Noctuidae incertae sedis, так как гениталии и гусеницы отличаются от других подсемейств совок. В отдельное подсемейство Cropiinae Keegan & Wagner, 2021 в составе Noctuidae s. str. род Cropia был впервые выделен в 2021 году. Некоторые другие роды бабочек из тропиков Старого Света (например, Lophonotidia Hampson, 1901 и Paradiopa Prout, 1928) и Нового Света (например, Heterochroma Guenée, 1852) похожи на Cropia и, возможно, близки к Cropiinae, но требуют дополнительного изучения.
- Cropia albiclava Draudt, 1925
- Cropia aleuca Hampson, 1908
- Cropia carnitincta Hampson, 1908
- Cropia cedica (Stoll, [1782])
- Cropia connecta (Smith, 1894)
- Cropia consonens Dyar, 1910
- Cropia europs Dyar, 1910
- Cropia grandimacula (Schaus, 1911)
- Cropia hadenoides Walker, [1858]
- Cropia indigna (Walker, [1858])
- Cropia infusa (Walker, [1858])
- Cropia isidora Dyar, 1910
- Cropia leucodonta Hampson, 1911
- Cropia minthe (Druce, 1889)
- Cropia perfusa Dyar, 1910
- Cropia phila (Druce, 1889)
- Cropia philosopha Schaus, 1911
- Cropia plumbicincta Hampson, 1908
- Cropia poliomera E. D. Jones, 1908
- Cropia ruthaea Dyar, 1910
- Cropia sigrida Schaus, 1933
- Cropia subapicalis (Walker, [1858])
- Cropia submarginalis Schaus, 1911
- Cropia templada (Schaus, 1906)
- Cropia tessellata (Sepp, [1840])